# Джигме Хесар Намгиал Вангчук
Джигме Хесар Намгиал Вангчук e настоящият (пети) крал на Бутан от 2006 г., след като баща му Джигме Синге Вангчук абдикира от престола в негова полза.

## Произход
Той е най-възрастният син на Джигме Синге Вангчук. Майка му е третата жена на краля Аши Церинг Янгдон. Има по-малки брат и сестра и 4 доведени братя и сестри от другите жени на краля. Той е женен от 13 октомври 2011 г. за Джецун Пема.

## Образование
Завършва основното си образование в Бутан, след което продължава в няколко колежа в САЩ и Великобритания. Защитава докторска дисертация по политология в Оксфордския университет.

## Възкачване
На 15 декември 2006 г. Джигме Синге Вангчук абдикира в негова полза. Официалната коронация се състои на 6 ноември 2008 г.